# Pływanie synchroniczne na Igrzyskach Panamerykańskich 2007
Pływanie synchroniczne na Igrzyskach Panamerykańskich 2007, zostało rozegrane w dniach 25 - 28 lipca w Rio de Janeiro, na Parque Aquático Maria Lenk. Zawody odbywały się w 2 konkurencjach. W tabeli medalowej zwyciężyły zawodniczki ze Stanów Zjednoczonych.

## Medalistki
| Konkurencja | Złoto | Punkty | Srebro | Punkty | Brąz | Punkty |
| Duety       | Stany Zjednoczone · Christina Jones · Andrea Nott | 95.667 | Kanada · Marie-Pier Boudreau Gagnon · Isabelle Rampling | 95.251 | Brazylia · Caroline Hildebrandt · Lara Teixeira | 90.750 |
| Drużynowo   | Stany Zjednoczone · Brooke Abel · Janet Culp · Kate Hooven · Becky Kim · Andrea Nott · Annabelle Orme · Jillian Penner · Kim Probst · Christina Jones | 95.500 | Kanada · Marie-Pier Boudreau Gagnon · Jessika Dubuc · Marie-Pierre Gagné · Dominika Kopcik · Eve Lamoureux · Tracy Little · Élise Marcotte · Jennifer Song · Isabelle Rampling | 95.084 | Brazylia · Beatriz Feres · Branca Feres · Nayara Figueira · Michelle Frota · Caroline Hildebrandt · Gláucia Souza · Giovana Stephan · Lara Teixeira · Pamela Nogueira | 90.667 |

## Tabela medalowa
| Poz.    | Państwo           |   |   |   | Łącznie |
| ------- | ----------------- | - | - | - | ------- |
| 1       | Stany Zjednoczone | 2 | 0 | 0 | 2       |
| 2       | Kanada            | 0 | 2 | 0 | 9       |
| 3       | Brazylia          | 0 | 0 | 2 | 2       |
| Łącznie | Łącznie           | 2 | 2 | 2 | 6       |